# Доріда

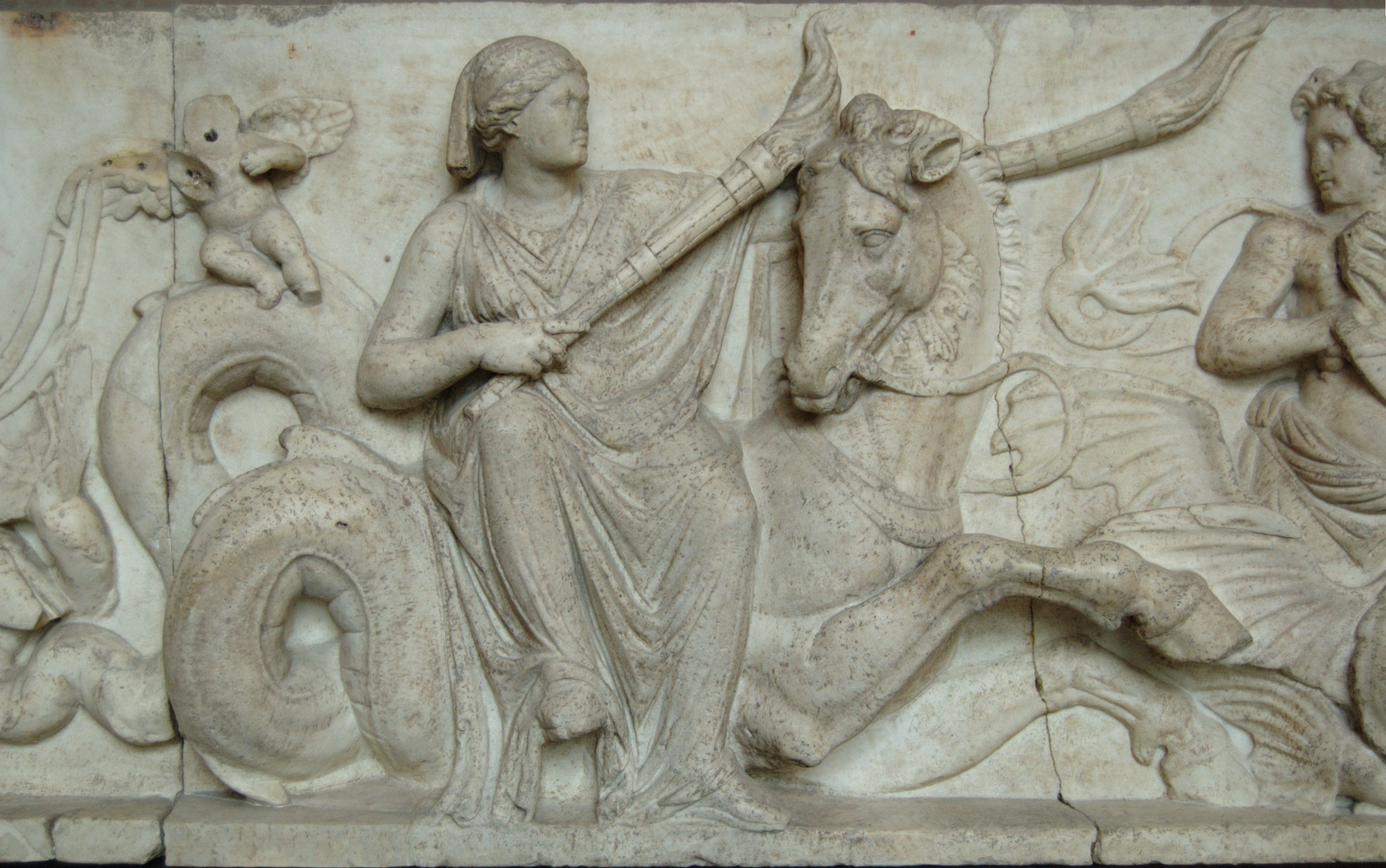
Доріда із смолоскипами

Дорі́да (грец. Doris) — дочка Океана й Тетії, дружина Нерея, мати нереїд.
Її іменем названий астероїд 48 Доріда